# Lunca Buzăului (sit SCI)
Lunca Buzăului este un sit de importanță comunitară (SCI) desemnat în scopul protejării biodiversității și menținerii într-o stare de conservare favorabilă a florei spontane și faunei sălbatice, precum și a habitatelor naturale de interes comunitar aflate în arealul zonei protejate. Acesta este situat în sud-estul României, pe teritoriile administrative al județelor Buzău și Brăila.

## Localizare
Situl se află în partea central-estică a județului Buzău și cea vestică a județului Brăila. Acesta se întinde pe teritoriile administrative ale orașelor Buzău, Pătârlagele și Nehoiu și pe cele ale comunelor Balta Albă, Berca, C.A. Rosetti, Cilibia, Cislău, Gălbinași, Măgura, Mărăcineni, Pănătău, Pârscov, Robeasca, Săgeata, Săpoca, Siriu, Unguriu, Vadu Pașii, Vernești și Viperești din județul Buzău; și pe cele ale comunelor Grădiștea, Jirlău, Racovița, Râmnicelu, Surdila-Greci, Șuțești și Vișani; și cel al orașului Făurei din județul Brăila.), de-a lungul drumului național DN10, care leagă orașul Întorsura Buzăului de municipiul Buzău.

## Descriere
Zona a fost declarată sit de importanță comunitară prin Ordinul Ministerului Mediului și Dezvoltării Durabile Nr.1964 din 13 decembrie 2007 (privind instituirea regimului de arie naturală protejată a siturilor de importanță comunitară, ca parte integrantă a rețelei ecologice europene Natura 2000 în România) și se întinde pe o suprafață de 9.575,40 hectare. Situl se suprapune în integralitate cu aria de protecție specială avifaunistică Lunca Buzăului.
Situl reprezintă o zonă (încadrată în bioregiune continentală și stepică) de luncă (stepe, râuri, lacuri, mlaștini, pajiști naturale, terenuri cultivate, păduri aluviale, tufărișuri și zăvoaie) ce adăpostește floră și faună diversă și conservă habitate naturale de tip: Ape stătătoare oligotrofe până la mezotrofe cu vegetație din Littorelletea uniflorae și Isoëto-Nanojuncetea, Galerii ripariene și tufărișuri (Nerio-Tamaricetea și Securinegion tinctoriae), Pajiști și mlaștini sărăturate panonice și ponto-sarmatice, Vegetație lemnoasă cu Salix eleagnos de-a lungul râurilor montane și Zăvoaie cu Salix alba și Populus alba.
Printre speciile faunistice și floristice aflate la baza desemnării sitului se află mamifere (popândău, un rozător din specia Spermophilus citellus, specie considerată vulnerabilă și aflată pe lista roșie a IUCN), amfibieni și reptile cu specii de buhai de baltă cu burtă roșie (Bombina bombina), ivoraș-cu-burta-galbenă (o broască din specia Bombina variegata aflată pe lista roșie a IUCN, triton cu creastă (Triturus cristatus) și  țestoasa de baltă (Emys orbicularis); pești: mreană vânătă (Barbus meridionalis), porcușorul de vad (Gobio uranoscopus), zvârlugă (Cobitis taenia) sau petroc (Gobio kessleri); precum și două specii de plante: Agrimonia pilosa (turiță) Eleocharis carniolica (pipiriguț).

## Floră și faună

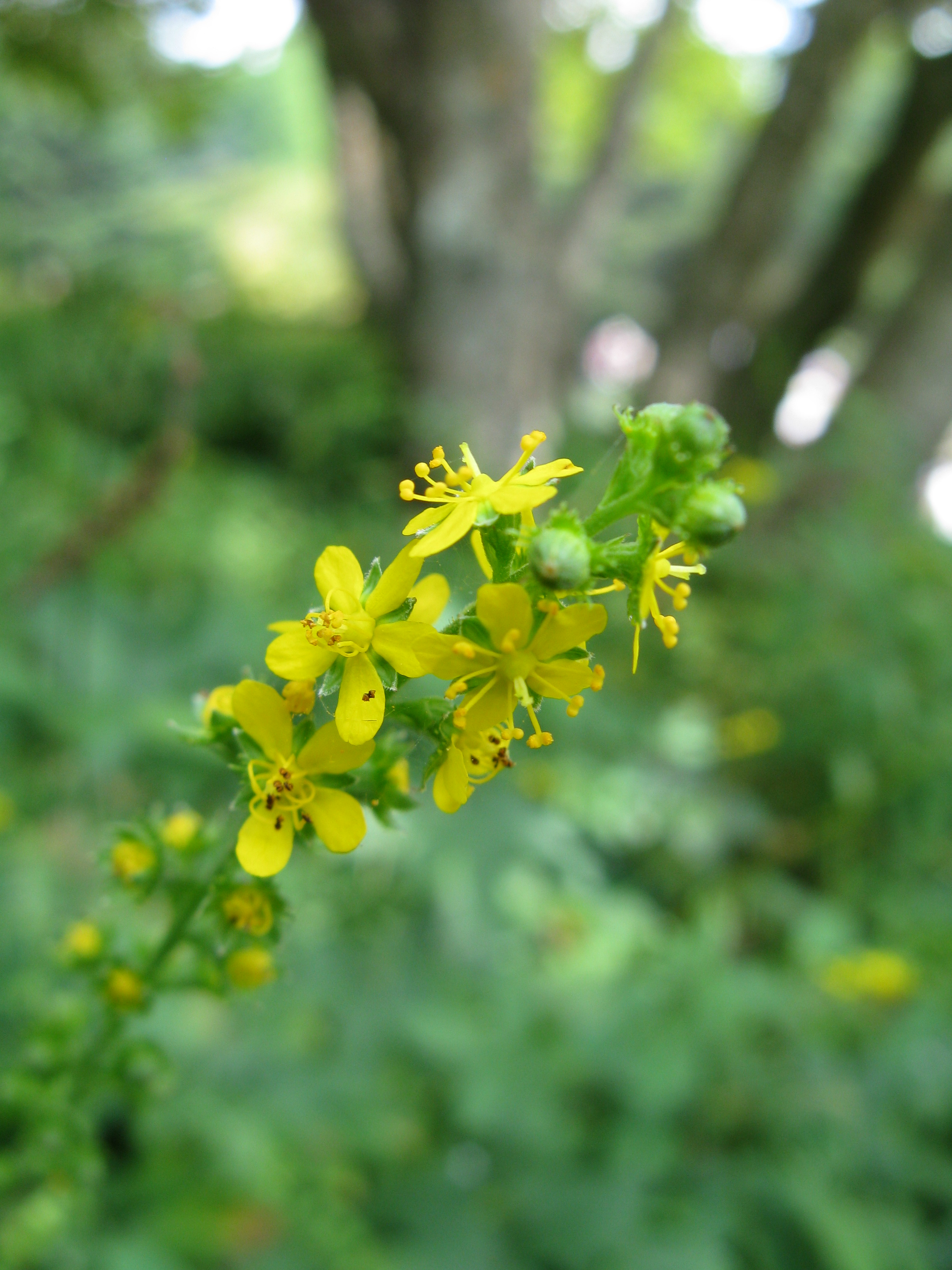
Turiţă (Agrimonia pilosa)

Printre speciile floristice semnalate în arealul sitului  se află arbori și arbusti: arinul negru (Alnus glutinosa), arin-alb (Alnus incana), salcii (plesnitoare, roșie, albă cu specii de Salix triandra, Salix viminalis, Salix fragilis, Salix purpurea, Salix alba), plop negru (Populus nigra), plop alb (Populus alba), cătină albă (Hippophae rhamnoides), cătină roșie (Tamarix ramosissima), lemn câinesc (Ligustrum vulgare), mur (Rubus caesius). 
La nivelul ierburilor (alături de turiță și pipiriguț) vegetează plante cu specii de: angelică (Angelica archangelica), pelin (Artemisia absinthium L.), slăbănog (Impatiens noli-tangere), mierea-ursului (Pulmonaria rubra), clopoței (Campanula sibirica), laptele-cucului (Euphorbia seguieriana), ghizdei de sărătură (Lotus tenuis), jaleș (Salvia nemorosa), nalbă mare (Althaea officinalis), luminiță (Oenothera biennis), piciorul cocoșului (Ranunculus repens L.), untișor (Ranunculus ficaria), dragavei (Rumex sanguineus), spinul cerbului (Rhamnus cathartica), turița mare (Agrimonia eupatoria), crețușcă (Filipendula ulmaria), coada vacii (Verbascum blattaria) sau trestie de câmp (Calamagrostis pseudophragmites). 
Fauna este constituită din mamifere cu specii de: mistreț (Sus scrofa), iepure de câmp (Lepus europaeus), chițcan mic de apă (Neomys anomalus); amfibieni și reptile: broască râioasă verde (Bufo viridis), brotacul verde de copac (Hyla arborea),  broască râioasă (Bufo bufo), salamandră (Salamandra salamandra), șopârlă de câmp (Lacerta agilis), gușter (Lacerta viridis), năpârcă (Natrix tessellata ); pești: beldiță (Alburnoides bipunctatus), scobar (Chondrostoma nasus), clean (Leuciscus cephalus) și insecte: fluture (Apatura metis), cosaș de stepă (Saga pedo)

## Căi de acces
- Drumul național DN1B pe ruta: Ploiești - Buzău
- Drumul național DN2A pe ruta Făurei - Buzău

## Monumente și atracții turistice
În vecinătatea sitului se află numeroase obiective de interes istoric, cultural și turistic (lăcașuri de cult, monumente de arhitectură, muzee, arii naturale protejate); astfel:

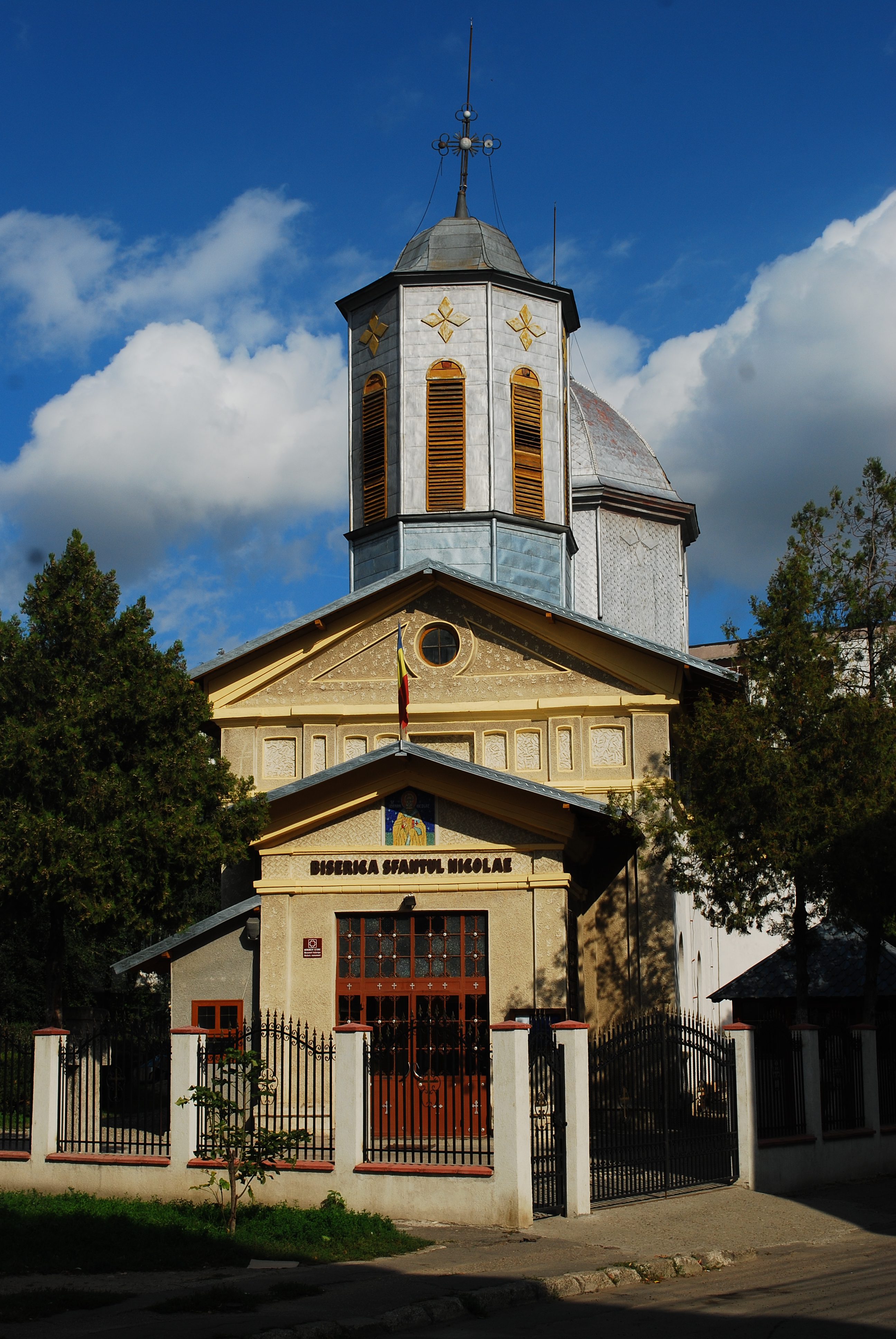
Biserica "Sf. Nicolae" din Buzău

- Biserica "Buna Vestire" din Buzău, construcție secolul al XVI-lea, monument istoric.
- Biserica "Adormirea Maicii Domnului" (Broșteni) - Buzău, construcție 1709, monument istoric.
- Biserica "Adormirea Maicii Domnului" din Buzău, construcție 1649, monument istoric.
- Biserica "Sf. Nicolae" din Buzău, construcție 1826, monument istoric.
- Biserica "Sf. Îngeri" din Buzău, construcție 1619, monument istoric.
- Biserica "Sf. Împărați Constantin și Elena" din Buzău, construcție 1780, monument istoric.
- Biserica "Sf. Arhangheli Mihail și Gavril" din Berca, construcție 1694, monument istoric.
- Biserica "Nașterea Maicii Domnului" din Cislău, construcție 1749, monument istoric.
- Biserica "Izvorul Tămăduirii" din Ciuta, construcție 1845, monument istoric.
- Biserica "Intrarea în Biserică a Maicii Domnului" din Ciuta, construcție 1762, monument istoric.
- Casa Vergu-Mănăilă (clădirea adăpostește astăzi Colecția de etnografie și artă populară a Muzeului Buzău), construcție secolul al XVIII-lea, monument istoric.
- Palatul Comunal, Buzău (astăzi sediul Primăriei), construcție secolul al XIX-lea, monument istoric.
- Situl arheologic "La mănăstire" de la Berca (mil. III - II î.e.n., Epoca bronzului, Cultura Monteoru).
- Rezervațiile naturale: Pădurea Crivineni și Vulcanii Noroioși de la Pâclele Mici.